# بيسكوزا
بلدية بيسكوزا (بالإسبانية: Pescueza)‏، هي بلدية تقع في مقاطعة قصرش والتي تقع في منطقة إكستريمادورا، غرب إسبانيا.
يبلغ عدد سكانها 189 نسمة وفقاً لإحصائية سنة (2002).